# Appennini
Appennini (tiếng Hy Lạp: Ἀπέννινα Ὄρη, tiếng Anh: Apennines) là một rặng núi bao gồm một số dãy núi nhỏ hơn chạy song song với chiều dài khoảng 1.200 km (750 mi) dọc suốt bán đảo Ý. Ở phía tây bắc, Appennini hợp với Alpes Liguri tại Altare. Ở phía tây nam, Appennini chấm dứt tại Reggio di Calabria, một thành phố ven biển nằm ở cuối bán đảo. Từ năm 2000, Bộ Môi trường Ý đã chính thức quy định hệ thống Appennini bao gồm cả các dãy núi ở phía bắc đảo Sicilia nên chiều dài tăng thành 1.500 kilômét (930 mi). Địa hình rặng núi Appennini tạo thành một vòng cung ôm lấy biển Ligure và Tyrrhenus.
Dãy núi có cùng tên với bán đảo Appennini, tạo thành phần lớn lãnh thổ nước Ý. Phần lớn dãy núi có cây cối bao phủ, mặc dù một bên của đỉnh núi cao nhất, Corno Grande bị sông băng Calderone bao phủ một phần, đây là sông băng cực nam của châu Âu và duy nhất tại Appennini. Phần dãy núi ở phía nam là bán khô hạn. Sườn phía đông khá dốc xuống biển Adriatic, trong khi sườn phía tây tạo thành các vùng chân đồi và hầu hết các thành phố của bán đảo Ý đều nằm tại đây. Các dãy núi thành phần có xu hướng được đặt tên theo tỉnh hoặc các tỉnh mà nó nằm trên; ví dụ, Appennini Ligurian nằm tại Liguria. Do ranh giới giữa các tỉnh không phải là luôn cố định nên đã dẫn đến thực tế là có một số nhầm lần về tính chính xác giữa ranh giới các dãy núi thành phần. Tuy vậy, các dãy núi thường là ranh giới tự nhiên giữa các tỉnh.
Appennini được chia thành ba bộ phận: bắc (tiếng Ý: Appennino settentrionale), trung (tiếng Ý: Appennino centrale) và nam (tiếng Ý: Appennino meridionale).
Có số đường mòn đi bộ qua Appennini. Đáng chú ý trong đó có Tuyến đường đi bộ châu Âu E1 từ miền bắc châu Âu và đi qua suốt chiều dài của bắc và trung Appennini. Sentiero Italia bắt đầu từ Trieste và sau khi quanh co qua các vòng cung tại Alpes thì đi qua toàn bộ hệ thống Appennini, Sicilia và Sardinia.
Appennini có 21 đỉnh trên 1.900 m (6.200 ft). Hầu hết các đỉnh nằm ở dãy Appennini Trung.
| Tên                                  | Chiều cao          |
| ------------------------------------ | ------------------ |
| Corno Grande                         | 2.912 m (9.554 ft) |
| Monte Amaro (Montagna della Majella) | 2.793 m (9.163 ft) |
| Monte Velino                         | 2.486 m (8.156 ft) |
| Monte Vettore                        | 2.476 m (8.123 ft) |
| Pizzo di Sevo                        | 2.419 m (7.936 ft) |
| Monte Terminillo                     | 2.217 m (7.274 ft) |
| Monte Sibilla                        | 2.173 m (7.129 ft) |
| Monte Cimone                         | 2.165 m (7.103 ft) |
| Monte Cusna                          | 2.121 m (6.959 ft) |
| Montagne del Morrone                 | 2.061 m (6.762 ft) |
| Monte Prado                          | 2.053 m (6.736 ft) |
| Monte Miletto                        | 2.050 m (6.730 ft) |
| Alpe di Succiso                      | 2.017 m (6.617 ft) |
| Monte Pisanino                       | 1.946 m (6.385 ft) |
| Corno alle Scale                     | 1.915 m (6.283 ft) |
| Monte Alto                           | 1.904 m (6.247 ft) |
| La Nuda                              | 1.894 m (6.214 ft) |
| Monte Maggio                         | 1.853 m (6.079 ft) |
| Monte Giovarello                     | 1.760 m (5.770 ft) |
| Monte Catria                         | 1.701 m (5.581 ft) |
| Monte Gottero                        | 1.640 m (5.380 ft) |
| Monte Pennino                        | 1.560 m (5.120 ft) |
| Monte Nerone                         | 1.525 m (5.003 ft) |
| Monte Fumaiolo                       | 1.407 m (4.616 ft) |